# Ascidia mentula
Ascidia mentula (Müller, 1776) è un organismo tunicato appartenente alla famiglia Ascidiidae.

## Descrizione
A. mentula può raggiungere circa i 20 cm di lunghezza, ma le sue dimensioni variano notevolmente. Il corpo, dotato di due sifoni, ricorda la forma di un sacco ed ha una consistenza piuttosto dura. Il colore, così come le dimensioni, è molto variabile.

## Biologia

### Alimentazione
La sua alimentazione è costituita da particelle organiche che vengono risucchiate attraverso il sifone boccale.

### Riproduzione
A. mentula è ermafrodita: caratteristica molto comune nei Tunicati. La riproduzione avviene tramite la deposizione di uova. Le larve hanno un aspetto molto simile a quello dei girini e sono in grado di nuotare. La notocorda è situata all'interno della "coda" e, dopo qualche giorno, quest'ultima verrà utilizzata per attaccarsi al fondale. Inizierà, così, la metamorfosi, fino a raggiungere l'aspetto dell'esemplare adulto. Due sifoni prenderanno il posto della coda e, di conseguenza, rimpiazzeranno la notocorda.

## Distribuzione e habitat
È molto diffusa nel mar Mediterraneo e nell'Atlantico nord-orientale.
Le coste sabbiose ed i fondali fangosi, costituiscono il suo habitat principale.
Vive attaccata a sassi o conchiglie, fino a 200 metri di profondità.